# Zakaria Zerouali
Zakaria Zerouali (Berkane, 24 maggio 1978 – Casablanca, 2 ottobre 2011) è stato un calciatore marocchino, di ruolo difensore.
Ha giocato nella Nazionale del Marocco.

## Biografia
Il 28 settembre 2011 Zakaria Zerouali fu trasferito ad un ospedale di Casablanca. Mr. Arsi, medico dello staff del Raja Casablanca, affermò che Zerouali aveva ingerito tre confezioni di paracetamolo in 24 ore e che ciò aveva gli causato un'intossicazione al fegato. Le condizioni mediche di Zerouali furono stabili fino al 30 settembre, quando il quadro clinico peggiorò, conducendo alla distruzione del fegato e conseguente citolisi. Il 3 ottobre 2011 il Raja Casablanca annunciò il decesso del calciatore, avvenuto alle ore 4:45. Solamente in seguito al decesso venne rivelato che Zerouali non consumò le tre scatole di Paracetamolo e la cartella clinica non conteneva alcun riferimento all'infezione dovuta al farmaco. Secondo Abderrazak Hifti, medico dello staff della Nazionale marocchina, le cause del decesso potrebbero essere riconducibili ad una diagnosi non accurata da parte dei medici.

## Carriera

### Club
Ha cominciato a giocare nel RS Berkane. Nel 2002 si è trasferito al Mouloudia Oujda. Nel 2005, dopo le ottime performance nelle tre stagioni al Mouloudia Oujda, è stato acquistato dal Raja Casablanca, club in cui ha militato fino al 2010. Nel maggio 2010 il CAF lo ha sospeso per un anno dalle competizioni nazionali ed internazionali in seguito ai fatti di Petro Atlético-Raja Casablanca (1-0) del 4 aprile 2010: al termine del match il calciatore ha colpito l'arbitro malesiano Kalyoto Robert Ngosi. In seguito al provvedimento, il Raja Casablanca non gli rinnovò il contratto. Il calciatore, dunque, è rimasto svincolato per l'intera stagione 2010-2011. Il 14 giugno 2011, complice l'infortunio di Hicham Mahdoufi, il Raja Casablanca gli offrì un biennale.

### Nazionale
Zerouali è stato convocato diverse volte in Nazionale. Ha debuttato con la maglia della Nazionale il 14 novembre 2009, in Marocco-Camerun (0-2), gara in cui è stato sostituito al minuto 70 da Khalif Sekkat.

## Statistiche

### Cronologia presenze e reti in nazionale
| Cronologia completa delle presenze e delle reti in nazionale ― Marocco | Cronologia completa delle presenze e delle reti in nazionale ― Marocco | Cronologia completa delle presenze e delle reti in nazionale ― Marocco | Cronologia completa delle presenze e delle reti in nazionale ― Marocco | Cronologia completa delle presenze e delle reti in nazionale ― Marocco | Cronologia completa delle presenze e delle reti in nazionale ― Marocco | Cronologia completa delle presenze e delle reti in nazionale ― Marocco | Cronologia completa delle presenze e delle reti in nazionale ― Marocco |
| Data                                                                   | Città                                                                  | In casa                                                                | Risultato                                                              | Ospiti                                                                 | Competizione                                                           | Reti                                                                   | Note                                                                   |
| ---------------------------------------------------------------------- | ---------------------------------------------------------------------- | ---------------------------------------------------------------------- | ---------------------------------------------------------------------- | ---------------------------------------------------------------------- | ---------------------------------------------------------------------- | ---------------------------------------------------------------------- | ---------------------------------------------------------------------- |
| 14-11-2009                                                             | Fès                                                                    | Marocco                                                                | 0 – 1                                                                  | Camerun                                                                | Qual. Mondiali 2010                                                    | -                                                                      | 70’                                                                    |
| Totale                                                                 |                                                                        | Presenze                                                               | 1                                                                      |                                                                        | Reti                                                                   | 0                                                                      |                                                                        |

## Palmarès

### Club

#### Competizioni nazionali
- Campionato marocchino: 1

Raja Casablanca: 2008-2009

#### Competizioni internazionali
- Coppa dei Campioni araba per club: 1

Raja Casablanca: 2006